# Andrea Cecon
Andrea Cecon (* 18. Juli 1970 in Gemona del Friuli) ist ein ehemaliger italienischer Nordischer Kombinierer.

## Werdegang
Cecon gewann bei den Italienischen Meisterschaften 1988 hinter Stefano Lunardi und Gian-Paolo Mosele die Bronzemedaille.  Nachdem 1989 die Meisterschaften abgesagt wurden, gewann er 1990 seinen ersten Italienischen Meistertitel in der Kombination vor Andrea Bezzi und Andrea Longo. Ein Jahr später gewann er Silber hinter Paolo Bernardi. Nachdem er bei den Meisterschaften 1992 seinen zweiten Nationalen Titel gewonnen hatte, gab er am 11. Januar 1992 in Breitenwang sein Debüt im Weltcup der Nordischen Kombination. Dabei erreichte er auf Anhieb mit dem 13. Platz einen Platz innerhalb der Punkteränge und gewann so erste Weltcup-Punkte. Bei der Nordischen Skiweltmeisterschaft 1993 in Falun erreichte er mit der Mannschaft im Teamwettbewerb den sechsten Rang. Bei seinen anschließenden Starts im Weltcup erreichte er erstmals Platzierungen unter den besten zehn und somit wertvolle Weltcup-Punkte. Die Saison 1993/94 beendete er auf dem 14. Platz der Gesamtwertung.
Bei den Olympischen Winterspielen 1994 in Lillehammer trat er erstmals in der Kombination und im Skispringen an. Im Einzel der Kombination erreichte er nach einem 27. Platz im Springen am Ende den 33. Rang. Gemeinsam mit Andrea Longo und Simone Pinzani erreichte er im Teamwettbewerb den 11. Platz mit einem Rückstand von mehr als 22 Minuten. Für den Mannschaftswettbewerb im Teamspringen wurde er gemeinsam mit seinem Bruder Roberto Cecon sowie Ivan Lunardi und Ivo Pertile nominiert. Das Team erreichte den achten Rang. Bei den kurze Zeit nach den Spielen stattfindenden Italienischen Meisterschaften gewann Cecon nach 1990 und 1992 seinen dritten Meistertitel. In der Saison 1994/95 erreichte er mit 175 Punkten am Ende Platz 35 im Weltcup. Ab 1996 startete er für zwei Jahre im B-Weltcup, wo ihm unter anderem in Calgary und Štrbské Pleso Siege gelangen. 1998 gewann er zum vierten Mal die Italienischen Meisterschaften. Kurz darauf wechselte er zurück in den Weltcup.
Bei der Nordischen Skiweltmeisterschaft 1999 in Ramsau am Dachstein erreichte Cecon den 20. Platz im Gundersen Einzel. Im Sprint lag er am Ende auf dem 38. Rang. Die Saison 1998/99 schloss er kurze Zeit später auf dem 43. Platz der Gesamtwertung ab. Nachdem ihm zum Start der folgenden Saison keinerlei Punkteplatzierungen mehr gelangen beendete er 2000 seine aktive Karriere.